# ولایت بغداد (صفویه)
ولایت بغداد یا بیگلربیگی بغداد یکی از استان‌های ایران در دوران صفویه بود. بغداد مرکز این استان و مقر والیان صفوی بود.در اکتبر سال ۱۵۰۸ میلادی، شاه اسماعیل وارد بغداد شد و به فرمان او، بسیاری از زیارتگاه‌های اهل‌سنت، از جمله ابوحنیفه و عبدالقادر گیلانی ویران شد و تعدادی از علمای اهل‌سنت، کشته شدند. شاه اسماعیل خادم بیگ تالش را به فرمانداری عراق و بغداد منصوب کرد. با تسلط صفویان، بسیاری از بازرگانان ایرانی به بغداد آمدند و فعالیت‌های تجاری در بغداد افزایش یافت . پس از فتح بغداد توسط شاه اسماعیل، این شهر و اطراف آن در دست صفویان باقی ماند تا اینکه عثمانی در سال ۱۵۳۴ میلادی این منطقه را تصرف کرد.

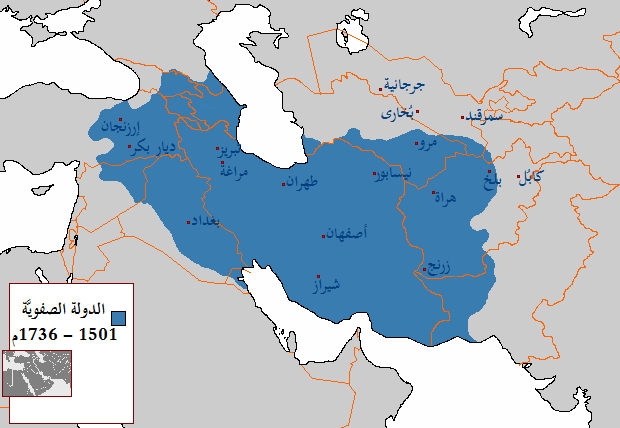
قلمرو صفویان در بیشترین گسترش خود

ابراهیم خان کلهر والی بغداد، توسط رئیس کلهرها (و برادرزاده خود) که عراق عرب را تصرف کرد کشته شد. در سال ۱۵۳۰ میلادی، شاه تهماسب اول بغداد را محاصره کرده و پس گرفت و شرف‌الدین‌سلطان را به عنوان فرماندار بغداد منصوب کرد. در دسامبر ۱۵۳۴ میلادی، سلطان عثمانی سلیمان اول بغداد را تصرف کرد. والی بغداد به دستور تهماسب شهر را به مقصد بصره ترک کرد. معاونان او کلید دروازه شهر را به سلطان سلیمان دادند و از آن پس عراق به قلمرو عثمانی ضمیمه شد. در سال ۱۶۲۳ میلادی بغداد توسط شاه عباس بزرگ فتح شد و در سال ۱۶۳۸ میلادی در دوره شاه صفی بغداد به دست عثمانی افتاد که با عهدنامه زهاب بغداد از ایران جدا شد.